# 布倫丹·克拉克-史密斯

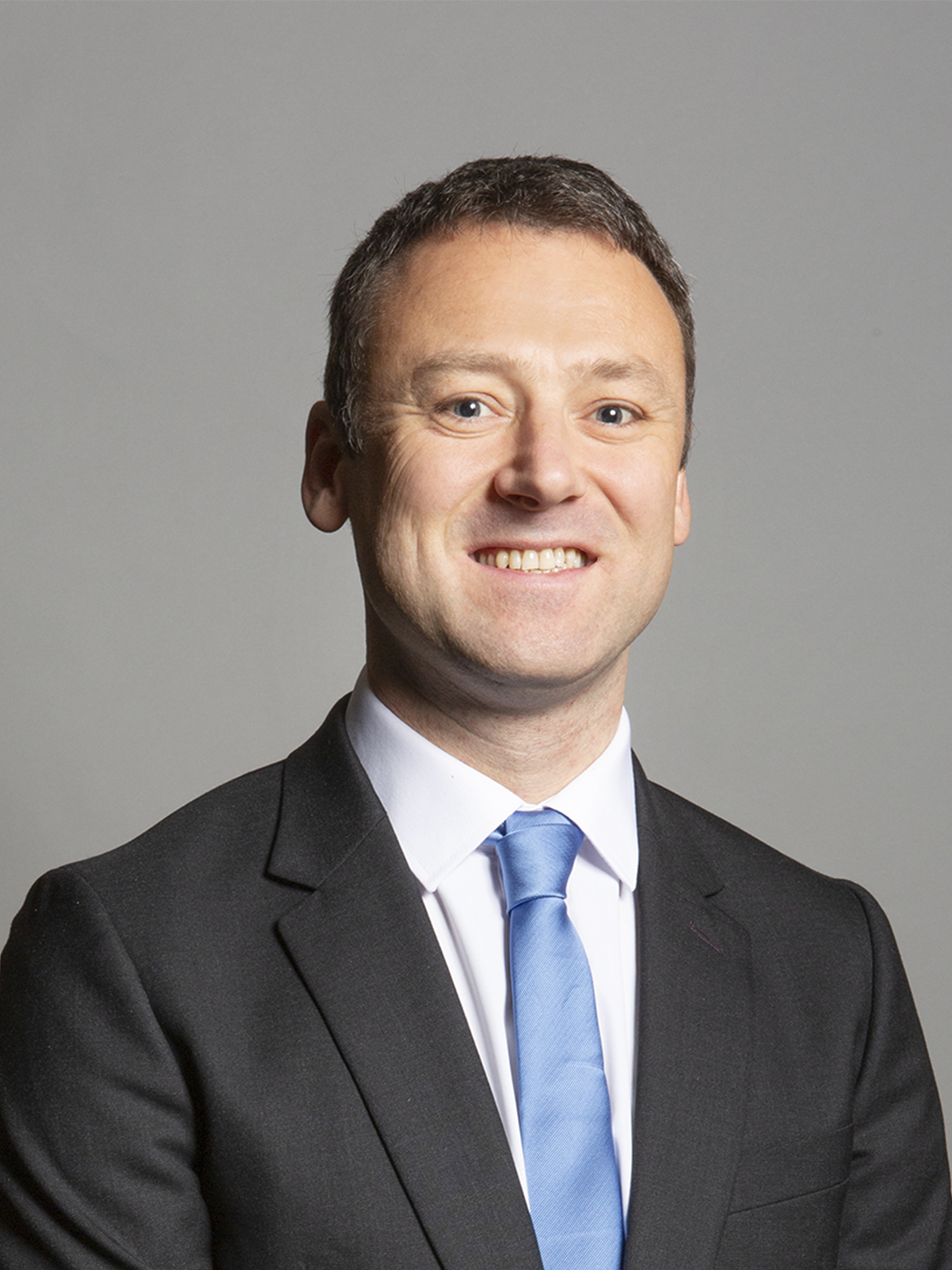

布倫丹·克拉克-史密斯（英語：Brendan Clarke-Smith；1980年8月17日—）是英國的一位政治家，所屬政黨是保守黨。他在2019年英國大選中當選巴西特勞的議員。